# Antalis callithrix
Antalis callithrix är en blötdjursart som först beskrevs av Dall 1889.  Antalis callithrix ingår i släktet Antalis och familjen Dentaliidae. Inga underarter finns listade i Catalogue of Life.